# Рабазулькина, Елена Игоревна
Елена Игоревна Рабазулькина (род. 3 декабря 2001) — российская гандболистка, левый крайний команды «ЦСКА».

## Карьера
Родилась 3 декабря 2001 года. Начала заниматься гандболом в 2009 году в ДЮСШ-80. Её первым тренером была Оксана Зюзина.
До 2019 года играла в дублях команды «Луч». В составе «ДЮСШ 80»стала серебряным призёром молодежного первенства России в 2015 году.
Дебют в основном составе «ЦСКА» состоялся ещё в сезоне 2019/2020 (в матче против ижевского «Университета» в ноябре), хотя и в следующем году Елена продолжала выступать за команду-дубль «ЦСКА-2». В сезоне 2019/2020 за основной «ЦСКА» отметилась двумя голами.
Став игроком основного состава клуба, Рабазулькина продолжила играть на международном уровне в юниорской сборной с целью участия на чемпионате мира 2020 среди девушек до 20 лет, однако турнир сначала перенесли на 2021 год, а затем отменили.
2 февраля 2021 года забросила свой первый мяч в Лиге чемпионов против хорватского клуба «Подравка». Участвовала в первой, выездной игре 1/8 финала против словенского «Крима», где россиянки уступили со счётом 20:25. В ответном матче участия не приняла, а «ЦСКА» выиграл матч 27:21 и вышел в четвертьфинал.
В регулярном чемпионате Суперлиги сезона 2020/2021 забила 18 голов. В 2021 году стала чемпионкой России после победы московского клуба в финале Суперлиги против «Ростов-Дона».